# Spoorlijn 43
Spoorlijn 43 is een Belgische spoorlijn tussen Angleur (bij Luik) en Marloie (deelgemeente van Marche-en-Famenne) en is 62 km lang.

## Geschiedenis
Op 25 juli 1865 werd de spoorlijn tussen Melreux en Marloie geopend, en één jaar later, op 1 augustus 1866 werd de lijn tussen Angleur en Melreux opengesteld. De spoorlijn werd tot begin 1873 uitgebaat door de spoorwegmaatschappij Grande Compagnie du Luxembourg, waarna de lijn genationaliseerd werd.
De spoorlijn was vanaf het begin dubbelsporig uitgevoerd, maar op 28 september 1990 werd de sectie Bomal - Marloie op enkelspoor gebracht. Op 26 april 1993 reed de eerste elektrische trein onder 3000 volt op de lijn. De maximumsnelheid bedraagt 90 km/u op het dubbelspoor tussen Angleur en Bomal, en 120 km/u op het enkelspoor tussen Bomal en Marloie.

## Treindiensten
De NMBS verzorgt het personenvervoer met IC, L-, Piekuur- en ICT-treinen.
| Serie       | Treinsoort             | Route | Bijzonderheden                                                                                                  |
| ----------- | ---------------------- | --- | --- |
| IC 33       | Intercity (NMBS / CFL) | Liers – Luik-Guillemins – Gouvy – Luxemburg                                                                           | Rijdt in het weekend 1×/2u. tussen Liers - Luxemburg.                                                           |
| L 5550      | L-trein (NMBS)         | Liers – Luik-Guillemins – Rivage – Marloie                                                                            | |
| ICT 6945    | Toeristentrein (NMBS)  | Liers – Luik-Guillemins – Rivage – Marloie                                                                            | Rijdt in juli en augustus.                                                                                      |
| P 7480/8480 | Piekuurtrein (NMBS)    | [ Hoei – Namen ] / [ Herstal – Luik-Sint-Lambertus – Luik-Guillemins – [ Rivage – Gouvy ] / [ Statte ] ]              | Rijdt alleen op werkdagen. Een trein vanuit Herstal naar Gouvy. Twee treinen per richting tussen Hoei en Namen. |
| P 7670/8670 | Piekuurtrein (NMBS)    | [ Namen – Sart-Bernard ] / [ Rochefort-Jemelle – [ Libramont ] / [ Rivage – Luik-Guillemins – Luik-Sint-Lambertus ] ] | Rijdt alleen op werkdagen.                                                                                      |

## Aansluitingen
In de volgende plaatsen is of was er een aansluiting op de volgende spoorlijnen:
Angleur
Spoorlijn 37 tussen Luik-Guillemins en Hergenrath
Spoorlijn 37A tussen Luik Guillemins en Angleur
Rivage
Spoorlijn 42 tussen Rivage en Gouvy
Marloie
Spoorlijn 162 tussen Namen en Sterpenich

## Trivia
Op 1 april 1990 hebben medewerkers van de stelplaats Kinkempois, bij wijze van 1 aprilgrap, een elektrische trein zonder bovenleiding laten rijden.
De trein bestaande uit een elektrische locomotief HLE 27, voor de gelegenheid voorzien van bloemen en een sticker van een vis, met drie rijtuigen, reed van station Marloie naar Luik, op zwaartekracht, met de pantografen naar beneden. Op dat moment waren elektrificatiewerken bezig, maar nog niet voltooid.